# Canthidium elegantulum
Canthidium elegantulum là một loài bọ cánh cứng trong họ Bọ hung (Scarabaeidae).